# Feelin' You (Part II)
Feelin' You (Part II) – pierwszy singel amerykańskiej piosenkarki Solange Knowles, z jej debiutanckiego albumu Solo Star z 2003 roku.

## Listy przebojów
| Chart (2003 r.)                    | pozycja |
| ---------------------------------- | ------- |
| U.S. Billboard Hip-Hop Songs       | 73      |
| U.S. Billboard Hot Dance Club Play | 2       |